# 合田絵利
合田 絵利（ごうだ えり、3月10日 - ）は、日本の女性声優。賢プロダクション所属。山口県出身。

## 略歴
小学生の頃、所属していた合唱団でミュージカルを経験し、芝居の楽しさに目覚める。
母がよく見ていた海外ドラマや映画の影響で、戦える強い役の吹き替えがしたくて声優を目指す。
スクールデュオ10期生。

## 人物
特技はマッサージ。趣味は体を動かすこと、ゲーム、お菓子作り。

## 出演
太字はメインキャラクター。

### テレビアニメ
2012年
- Another（女子）
- エウレカセブンAO（ルル）
- 神様はじめました（小竹）
- PSYCHO-PASS サイコパス（介護員、教頭）
- スマイルプリキュア!（金本ひろこ、女性客、妖精、ひとみ）
- トリコ（女）

2013年
- ぎんぎつね（男の子B、男子B）
- 絶園のテンペスト（ヒロユキ）
- よんでますよ、アザゼルさん。Z（なぎさ）
- 遊☆戯☆王ZEXAL II（エナ）

2014年
- NARUTO -ナルト- 疾風伝（2014年 - 2017年、甲、スイレン、猿飛ミライ）
- マケン姫っ!通（プランナー）

2015年
- うしおととら（生徒D）

2016年
- 亜人（幼い海斗、看護師、女子高生、報道陣、天気予報の声、客室乗務員、対亜オペレーター 他）
- ジョーカー・ゲーム（少年〈次男〉）

2017年
- BORUTO-ボルト- -NARUTO NEXT GENERATIONS-（2017年 - 2021年、猿飛ミライ）

2018年
- ドラえもん（テレビ朝日版第2期）（小僧）
- 新幹線変形ロボ シンカリオン（2018年 - 2019年、五ツ橋ギン、五ツ橋ジョウ）

2019年
- クレヨンしんちゃん（塾友達のママ）
- スター☆トゥインクルプリキュア（ドーナツ屋の店長）

2021年
- NOMAD メガロボクス2（マヤ）

2023年
- ふしぎ駄菓子屋 銭天堂（瑠璃子）
- アンデッドガール・マーダーファルス（デボラ）

### 劇場アニメ
- 009 RE:CYBORG（2012年）
- 劇場版 TIGER & BUNNY -The Beginning-（2012年、女性車内アナウンス）
- 劇場版 TIGER & BUNNY -The Rising-（2014年、アポロンメディア社員B）
- 劇場版 新幹線変形ロボ シンカリオン 未来からきた神速のALFA-X（2019年、五ツ橋ギン、五ツ橋ジョウ）

### OVA
- 機動戦士ガンダム THE ORIGIN（2015年、女性秘書）

### Webアニメ
- ベイウォーリアーズ サイボーグ（2015年、ロコ）

### ゲーム
2011年
- グロリア・ユニオン（トレイシー、ナレーション）

2013年
- TIGER & BUNNY 〜HERO'S DAY〜（ストロベリーレッド）

2015年
- 大逆転裁判 -成歩堂龍ノ介の冒險-
- ドラゴンクエストVIII 空と海と大地と呪われし姫君（レティス）
- ドラゴンクエストヒーローズ 闇竜と世界樹の城（レティス）
- トロピコ5（ルル）

2016年
- ドラゴンクエストヒーローズII 双子の王と予言の終わり（レティス）

2018年
- JUDGE EYES:死神の遺言（寺澤絵美）
- ファークライ5（ジェス・ブラック）
- League of Legends（カイ＝サ）

2020年
- クイズRPG 魔法使いと黒猫のウィズ（カトレア・ラインハルト)
- アサシン クリード ヴァルハラ（エイヴォル〈女性〉）

2022年
- ドラゴンクエストX 天星の英雄たち オンライン（アシュレイの母、少年レオーネ、セブルン）

2024年
- ゼルダの伝説 知恵のかりもの

2025年
- サイレントヒルf（五十嵐咲子）

### 吹き替え

#### 映画
- アイス・アルマゲドン（マーリー・クルージ）
- アウトバーン（ジュリエット〈フェリシティ・ジョーンズ〉）
- アナーキー（イノジェン〈ダコタ・ジョンソン〉）
- ［アパートメント:143］（ベニー・ホワイト）
- アンナ・カレーニナ
- イップ・マン 序章（チュン〈李澤〉）
- インターステラー（ハンリー先生〈コレット・ウォルフ〉）
- 運命の元カレ（カーラ）
- エージェント: コール（グレイシー〈ヴァネッサ・ヴァスケス〉）
- NSFW 絶対消去（アンナ〈エロイーズ・マンフォード〉）
- L.A. ギャング ストーリー（コンウェル・キーラーの息子）
- キャリー（エリカ・ゴーガン〈モーナ・トラーレ〉[11]）
- キリング・ショット（カラ〈ニッキー・リード〉）
- 3D SEX & 禅（冬梅〈周防ゆきこ〉）
- クロニクル（サマンサ）
- ゲットバッカーズ（コレット〈キーラ・セジウィック〉）
- ザ・ベイ（ジャクライン）
- ザ・ライト -エクソシストの真実-（ニーナ）
- シンデレラ（シェリーナ[12]）
- スカイ・キッズ（サマンサ）
- スター・ウォーズ/フォースの覚醒
- スティーヴン・キング 骨の袋（セーラ・ティドウェル〈アニカ・ノニ・ローズ〉）
- スレンダーマン 奴を見たら、終わり（クロエ〈ジャズ・シンクレア〉）
- ゼロ・グラビティ（シャトル船長）
- そんなガキなら捨てちゃえば?（デニース）
- ダークウォーター 奪われた水の真実（ミア〈エヴァ・ロンゴリア〉）
- ダーク・フェアリー（ぬいぐるみ）
- ダイアナ（少女）
- 超強台風（研修医〈リウ・シャオウェイ〉）
- チョコレート・バトラー（テミ〈K・キム〉）
- ドクター・スリープ（アブラ・ストーン〈カイリー・カラン〉[13]）
- ニュー・ミュータント（レイン・シンクレア / ウルフスベーン〈メイジー・ウィリアムズ〉）※Disney+版
- パージ:アナーキー（カリ〈ゾーイ・ソウル〉）
- パパVS新しいパパ（ディラン〈オーウェン・ウィルダー・ヴァッカロ〉）
- パラノーマル・アクティビティ3（ケイティ〈幼少期〉〈クロエ・チェンゲリ〉）
- パラノーマル・アクティビティ4（ティファニー）
- ハンガー・ゲームシリーズ
  - ハンガー・ゲーム2（カシミア〈ステファニー・リー・シュルント〉）
  - ハンガー・ゲーム FINAL: レジスタンス（アニー・クレスタ〈ステフ・ドーソン〉）
  - ハンガー・ゲーム FINAL: レボリューション（アニー・クレスタ〈ステフ・ドーソン〉）
- ハングオーバー・ゲーム（カットニプ〈リタ・ヴォルク〉）
- ピザボーイ 史上最凶のご注文（ジューシー）
- ビザンチウム（クララ〈ジェマ・アータートン〉）
- ファースター 怒りの銃弾（トミー）
- ファイティング・ファミリー（サラヤ＝ジェイド・ベヴィス / ペイジ〈フローレンス・ピュー〉）
- ファントム/開戦前夜（ソフィ〈ダグマーラ・ドミンスク〉）
- フェイシズ
- フランス、幸せのメソッド
- ヘラクレス（アルクメネ[14]）
- ボーン・レガシー（リバーバーグ）
- ポンペイ（カッシア〈エミリー・ブラウニング〉）
- マーガレット・サッチャー 鉄の女の涙（キャロル〈幼少時〉）
- マーベル・シネマティック・ユニバース
  - アイアンマン（女性乗務員3）※テレビ朝日版
  - キャプテン・アメリカ/ザ・ファースト・アベンジャー（マックスの母）
  - マイティ・ソー/ダーク・ワールド（助手）
  - ガーディアンズ・オブ・ギャラクシー（カリーナ〈オフィリア・ラヴィボンド〉）
- マチェーテ（チカ〈マイラ・リール〉）
- マッドマックス2（ジャイロの彼女〈アーキー・J・ホワイトリー〉） ※スーパーチャージャー版
- マッドマックス/サンダードーム（スカイフィッシュ〈マーク・スパイン〉）※スーパーチャージャー版
- マリーゴールド・ホテルで会いましょう
- マリリン 7日間の恋（バネッサ）
- マンデラ 自由への長い道（ジンジ・マンデラ）
- ミケランジェロ・プロジェクト
- ミッション:インポッシブル/ローグ・ネイション（女性店員〈ハーマイオニー・コーフィールド〉）
- ミッドナイト・イン・パリ（ガブリエル〈レア・セドゥ〉）
- メン・イン・ブラック3（本部アナウンス）
- ライフ・オブ・パイ/トラと漂流した227日（少年1）
- ルパン三世
- RED/レッド（ナース1）
- ロープ（女1）
- 私にもできる! イケてる女の10（以上）のこと（アンバー〈レイチェル・ビルソン〉）
- わたしを離さないで（ジェニファー）

#### ドラマ
- ALCATRAZ/アルカトラズ（ニッキ）
- イタズラなKiss 韓国版（スウォン）
- ヴァンパイア・ダイアリーズ（ミランダ・ギルバート）
- 宇宙船レッド・ドワーフ号（自販機23）
- エンド・オブ・パリ（ザラ・テイラー〈リトゥ・アリヤ〉[15]）
- オー!マイレディ（オ・ジェヒ）
- 王女ピョンガン 月が浮かぶ川（ピョンガン / ヨム・ガジン〈キム・ソヒョン〉[16]）
- キャッスル 〜ミステリー作家は事件がお好き シーズン4 #1
- 救命医ハンク セレブ診療ファイル（客室係）
- グレイズ・アナトミー 恋の解剖学（ジョー〈カミーラ・ラディントン〉）
- ゲーム・オブ・スローンズ（アリア・スターク〈メイジー・ウィリアムズ〉、トメン・バラシオン〈カラム・ワリー〉、ドリア、オリー）
- ゴースト 〜天国からのささやき（アンジー）
- ザ・フォロイング（スローン）
- サム&キャット（バングル）
- THE MENTALIST メンタリストの捜査ファイル（クラレ）
- CSI:ニューヨーク（ベス）
- シークレット・アイドル ハンナ・モンタナ（ダイアナ）
- ジャーナリスト事件簿 〜匿名の影〜（ヴィベケ・ハーグルン〈レナ・クリスティン・エリングセン〉）
- SMASH（アナ・バーガス〈クリスタ・ロドリゲス〉）
- 相続者たち（エスター）
- 大風水（スリョンゲ）
- ダ・ヴィンチ・デーモン（ルクレツィア・ドナーティ〈ローラ・ハドック〉）
- ナース・ジャッキー（黒人女性EMT）
- ナイトライダーNEXT（コンピューターの声）
- NUMBERS 天才数学者の事件ファイル（マーガレット）
- 花ざかりの君たちへ（イ・ソジョン）
- パワーレンジャーシリーズ
  - パワーレンジャー・S.P.D.（サム、アリー）
  - パワーレンジャー・ミスティックフォース（リーリー・アイパンバ）
  - パワーレンジャー SUPER SAMURAI（コーディ）
- HAWAII FIVE-0（女性警官）
- 秘密の扉（恵慶宮ホン氏〈パク・ウンビン〉）
- ファッション王（スジ）
- ファントム（ペク・ヨンソ）
- プリティ・リトル・ライアーズ（メリッサ・ヘイスティングス〈トーレイ・デヴィート〉、モナ・ヴァンダーウォール〈ジャネル・パリッシュ〉）
- 弁護士イーライのふしぎな日常（キンバリー）
- HOMELAND（ヘレン、マディ）
- ボディ・オブ・プルーフ 死体の証言（カーステン）
- 魔術師 MERLIN（ロウェナ）
- 優しい男（ユラ）
- ユーリカ 〜事件です!カーター保安官〜（ピラー）
- ライ・トゥ・ミー 嘘は真実を語る（デリーシャ）
- ラスベガス（女性従業員2）
- LAW & ORDER:LA（ニシザワ）
- 私の心が聞こえる?（チャ・ドンジュ〈子供時代〉）
- 私はラブ・リーガル（シエナ）
- レポーターガール(ヒルデ)

#### アニメ
- アルティメット・スパイダーマン（サンドラ）
- おさるのジョージ（ミント〈2代目〉）
- くもりときどきミートボール2 フード・アニマル誕生の秘密（起動音声）
- シュガー・ラッシュ（女性アナウンス[要出典]）
- シュガー・ラッシュ:オンライン（ダニ・フェルナンデス[17]）
- 出張ヒーローZERO（サーシ）
- となかいロビー 宇宙人との遭遇（エム）
- 2分の1の魔法（サダリア[18]）
- パラノーマン ブライス・ホローの謎（ニール）
- パワーパフガールズ（第2作）（ジェミカ）
- ファインディング・ドリー（デブ / フロー〈声：ヴィッキー・ルイス〉）
- ホワット・イフ...?（カリーナ）
- モンスター・ホテル（ガイコツ妻）
- LEGO スター・ウォーズ エンパイア・ストライクス・アウト
- ロボカーポリー（メアリー、ステイシー、ロディ）

### ラジオドラマ
- 花の慶次（2014年、座敷女B）

### ボイスオーバー
- プロジェクト・ランウェイ7（エイミー・サラビ）
- ザ・ファッション・ショー/若きデザイナー達のバトル（ダニエラ・カルマイヤー）
- フットボールこそすべて
- 世界ゴルフ場紀行
- 解明・宇宙の仕組み
- エマニエルの気ままな列車旅
- 世界の庭園
- 健康バラエティ ドクター・オズ・ショー